# Johann Hermann
Johann (Jean ?) Hermann, francoski zdravnik, naravoslovec in zoolog, * 31. december 1738, Barr, Bas-Rhin, Francija, † 4. oktober 1800, Strasbourg, Francija.
Hermann je bil profesor medicine na Univerzi v Strasbourgu. Napisal je deli Tabula affinitatum animalium (1783) in Observationes zoologicae quibus novae complures, objavljeno po smrti leta 1804.